# Гольянов, Алексей Владимирович
Алексе́й Влади́мирович Голья́нов (р. 15 июня 1957, Челябинск) — советский, российский фотограф.
Родился в Челябинске. Окончил Свердловский педагогический институт (филолог) и заочное отделение во ВГИКе (кинооператор). Работал в четвёртом цехе Челябинского электрометаллургического комбината обжигальщиком. Был фотокорреспондентом газет «Автомобилист», «Комсомолец» («Команда»). Провёл несколько персональных выставок, в том числе в Челябинске и Москве. Публикует свои работы в российской и зарубежной прессе. Основной объект работ — театр и авторская песня. Впервые попав на Грушинский фестиваль в 1973 году, с 1986 стал ездить на него ежегодно, а с 2008 года стал его официальным фотографом. Бывая на фестивалях и концертах по всей стране, Гольянов в своей фотоколлекции собрал портреты большинства значимых авторов и исполнителей, выходивших на бардовскую сцену за последние 30 лет. Его фотографии можно увидеть на обложках более трёх десятков музыкальных дисков, на концертных афишах, в бумажных и интернет-изданиях. Живёт в Челябинске, считается лучшим рекламным фотографом Челябинска. Член Союза фотохудожников России (2010). Бильд-редактор газеты «За возрождение Урала».